# Гису
Ги́су (багису, гишу, масаба) — бантусский народ, проживающий на юго-западе Уганды, в основном на востоке Восточной области Уганды.
Численность гису по данным переписи населения 2024 года составляет 2 096 149 человек, составляя 4,5 % населения страны.
Говорят на языке масаба (диалекте гису или лугису), относящемся к языкам банту. Значительная часть гису исповедуют христианство.